# Clariant
Clariant är en schweizisk kemikoncern som grundades 1995 som en avknoppning av Sandoz med anor från 1866. Huvudkontoren ligger i Muttenz, Schweiz, och koncernen förfogar över 100 fabriker runt om i världen med över 18 000 anställda. Clariant är börsnoterat på SWX Swiss Exchange under beteckningen CLN.

## Verksamhet
Clariants verksamhet består främst av tillverkning av finkemikalier till bland annat pigment-, tensid- och polymerindustrin. Företaget är uppdelat i fyra affärsområden; Care Chemicals, Catalysis, Natural Resources samt Plastics & Coatings där den sistnämnda är den största.
I Sverige finns bland annat en Masterbatch-fabrik i Malmö som är en av de tre globala läkemedelsfabrikerna, där de övriga två finns i USA och Singapore.

## Förvärv
Clariant har på kort tid vuxit till en av världens största kemikoncerner tack vare förvärv av konkurrenter. 1997 köptes Hoechst ifrån Tyskland, 2000 brittiska BTP och 2006 en del av Ciba. 2008 förvärvades de ledande amerikanska färgleverantörerna Rite Systems och Ricon Colors. Det senaste köpet slutfördes i april 2011 då Clariant tog över det tyska kemiföretaget Süd-Chemie.
I maj 2017 annonserades det att Clariant och Huntsman skulle gå samman och därmed bli ett av världens största samriskföretag inom kemibranschen. Denna deal blåstes av i slutet av 2017 och istället valde saudiarabiska SABIC i början av 2018 att gå in i Clariant genom att köpa upp 25% av aktiekapitalet.